# Bežigrad

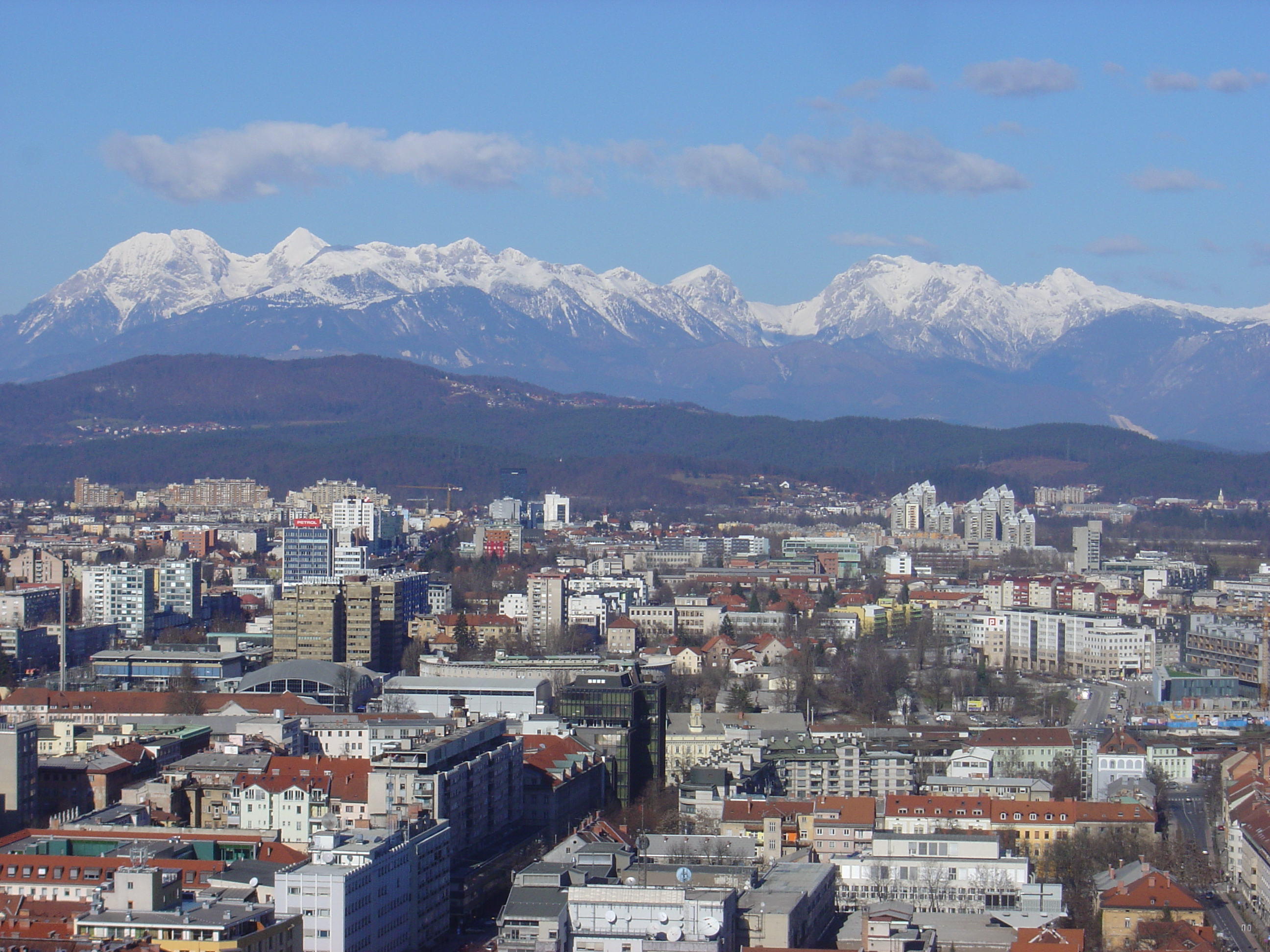
Bežigrad, w tle Alpy Kamnickie.

Bežigrad – dzielnica Lublany, stolicy Słowenii.
Znajdują się tam głównie budynki mieszkalne. Przy Ulicy Wiedeńskiej (Dunajska cesta, jedna z najdłuższych i najbardziej ruchliwych ulic w Lublanie) jest także wiele sklepów i siedzib firm. W północno-zachodniej części Bežigradu znajduje się część przemysłowa dzielnicy. Budynki są raczej niskie, dominują domy jednorodzinne wolnostojące, bądź szeregowe. Większe skupisko bloków znajduje się we wschodniej części. Bežigrad uznawany jest za jedną z najbardziej zielonych dzielnic miasta. Liczba mieszkańców wynosi 34 670 (2020), a powierzchnia wynosi 7,24 km².

## Podział
Dzielnica składa się z czterech części: stary Bežigrad, Brinje, Nove Stožice i Savsko Naselje. W szerszym znaczeniu Bežigradem nazywa się też północne przedmieścia Lublany: Stožice, Ježica i Črnuče.

## Położenie
Granice dzielnicy stanowią:
- linia kolejowa Južna železnica (od południa)
- linia kolejowa Kamnik (od zachodu)
- autostrada (od północy)
- Šmartinska Cesta i cmentarz Žale (od wschodu)

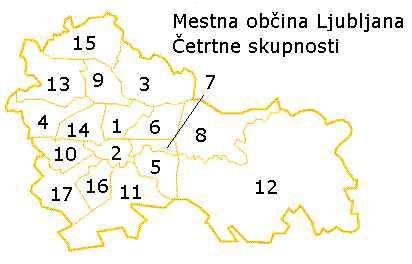
Dzielnice Lublany. Bežigrad oznaczony jest numerem 1

## Ważniejsze miejsca
- Stadion Centralny Plečnika
- szkoła średnia
- cmentarz Navje
- nieukończony Akademski kolegij
- cmentarz Žale
- wesołe miasteczko
- wiele budynków z okresu międzywojennego na starym Bežigradzie
- Hranilniška Ulica – najstarsza ulica dzielnicy, z lat 80. XIX w.